# Barry Norton
Barry Norton (ur. 16 czerwca 1905, zm. 24 sierpnia 1956) – argentyńsko-amerykański aktor. Występował w roli Juana Harkera hiszpańskojęzycznej wersji Draculi z 1931 roku.

## Życiorys
Urodził się 16 czerwca 1905 roku w Buenos Aires w Argentynie jako Alfredo Carlos Birabén. Wystąpił w ponad 90 filmach, począwszy od filmów niemych. Zmarł na atak serca w Hollywood w Kalifornii.

## Filmografia
- The Black Pirate (1926)
- The Lily (1926)
- What Price Glory? (1926)
- The Canyon of Light (1926)
- Sunrise: A Song of Two Humans (1927)
- The Wizard (1927)
- Legion of the Condemned (1928)
- Fleetwing (1928)
- The Red Dance (1928)
- Mother Knows Best (1928)
- 4 Devils (1928)
- Sins of the Fathers (1928)
- The Exalted Flapper (1929)
- El cuerpo del delito (1930)
- Amor audaz (1930)
- Galas de la Paramount (1930)
- Oriente y occidente (1930)
- El código penal (1931)
- Dishonored (1931)
- Dracula (1931)
- El pasado acusa (1931)
- Luxury Liner (1933)
- Cocktail Hour (1933)
- Lady for a Day (1933)
- Unknown Blonde (1934)
- Let's Be Ritzy (1934)
- The World Moves On (1934)
- Grand Canary (1934)
- Imitation of Life (1934)
- Anna Karenina (1935)
- Storm Over the Andes (1935)
- Alas sobre El Chaco (1935)
- Captain Calamity (1936)
- El capitan Tormenta (1936)
- Camille (1936)
- The Sea Fiend (1936)
- El diablo del Mar (1936)
- Marihuana (1936)
- Camille (1936)
- History Is Made at Night (1937)
- Hollywood Hotel (1937)
- The Buccaneer (1938)
- El trovador de la radio (1938)
- Second Fiddle (1939)
- Should Husbands Work? (1939)
- Dance, Girl, Dance (1940)
- One Night in the Tropics (1940)
- My Life with Caroline (1941)
- Casablanca (1942) – Gambler at Rick's (uncredited)
- Above Suspicion (1943)
- Zombies on Broadway (1945)
- The Razor's Edge (1946)
- Three Little Girls in Blue (1946)
- Monsieur Verdoux (1947)
- Angel on the Amazon (1948)
- Strangers on a Train (1951) (uncredited)
- What Price Glory? (1952)
- Yankee Pasha (1954)
- The Caine Mutiny (1954)
- A Star Is Born (1954)
- So This Is Paris (1955)
- Ain't Misbehavin' (1955)
- To Catch a Thief (1955)
- It's Always Fair Weather (1955)
- The Girl in the Red Velvet Swing (1955)
- Meet Me in Las Vegas (1956)
- The She-Creature (1956)
- Around the World in 80 Days (1956)
- Runaway Daughters (1956)
- Mister Cory (1957)